# 奧爾德肖特 (英國國會選區)
奧爾德肖特（英語：Aldershot），英國國會一郡選區，包括英格蘭東南部漢普郡東北部的拉什穆爾和哈特區東部兩個地方選區。
本區始設於1918年，一直支持保守黨。1997年至今的當區議員為傑拉爾德·豪沃斯。他在2010年大選中以46.1%選票連任成功。2015年大選中傑拉爾德·豪沃斯連任成功。2017年大選中，保守黨的利奥·多彻蒂當選。